# Keresztespuszta
Keresztespuszta è un comune dell'Ungheria di 80 abitanti (dati 2001) situato nella contea di Baranya, regione Transdanubio Meridionale